# إليزابيث شامبرز
إليزابيث شامبرز (بالإنجليزية: Elizabeth Maxine Cramsey) هي طيارة أمريكية، ولدت في 25 أغسطس 1920 في لوس أنجلوس في الولايات المتحدة، وتوفي بنفس المكان في 11 مايو 1961.